# 宮永スエキク
宮永 スエキク（みやなが スエキク、1884年〈明治17年〉4月7日 - 1998年〈平成10年〉6月20日）は、長寿日本一だった鹿児島県曽於郡大隅町（現・曽於市）の女性。

## 生涯
1884年（明治17年）4月7日、鹿児島県曽於郡大隅町の農家に生まれる。1908年（明治41年）に24歳で愛右衛門と結婚し、四男七女をもうけた。趣味は三味線、太鼓、歌、踊りだった。
1954年（昭和29年）、70歳のときに愛右衛門と死別。冗談好きの明るい性格で、おはら節など歌や踊りが得意。107歳ごろまで三味線を弾いていた。そばが好きで、100歳を超えた後も自分でそばを打っていた。109歳までは一人で歩いていた。風邪をこじらせて寝たきりになり、1993年（平成5年）からは特別養護老人ホームで生活していた。
1997年（平成9年）5月4日、日本最高齢だった哥川スエが113歳で死去し、当時113歳の宮永が日本最高齢となる。この年の7月に脳梗塞で倒れて右半身が麻痺し、以来は殆ど寝たきりになった。
1998年（平成10年）4月7日に114歳の誕生日を迎え、祝いに訪れた大隅町長の永野静夫に花束を手渡されると、微かに頬を緩めた。同月22日に体調を崩して大隅町の病院に入院。この4月の時点で、子供のうち存命なのは77歳の五女と75歳の三男のみだった。
同年6月20日午後1時12分、老衰のため家族に見守られて息を引き取った。114歳没。死去の時点で孫が12人、曾孫が20人いた。
宮永の死去により、誕生日が3週間違う滝井アサが日本最高齢となった。